# Kujávia-pomerániai vajdaság
A Kujávia-Pomerániai vajdaság, lengyelül: województwo kujawsko-pomorskie, Lengyelország 16 vajdasága közül az ország északi részén fekvő egyik közigazgatási egység. A vajdaság területe 17 971,69 km², lakossága 2 066 136 fő, népsűrűsége 115 fő/km². A lakosság 61,1% él városban. A vajda székhelye Bydgoszczban, a marsal székhelye Toruńban van.

## Városai
Legnépesebb városa Bydgoszcz (358 928 lakos a GUS hivatalos adatai 2008-ban).
Legnagyobb területű városa szintén Bydgoszcz, területe (175 km² a GUS hivatalos adatai szerint 2008-ban)
| 1. Aleksandrów Kujawski 2. Barcin 3. Brodnica 4. Brześć Kujawski 5. Bydgoszcz 6. Chełmno 7. Chełmża 8. Chodecz 9. Ciechocinek 10. Dobrzyń nad Wisłą 11. Gniewkowo 12. Golub-Dobrzyń 13. Grudziądz 14. Górzno 15. Inowrocław 16. Izbica Kujawska 17. Jabłonowo Pomorskie 18. Janikowo 19. Janowiec Wielkopolski 20. Kamień Krajeński 21. Kcynia 22. Koronowo 23. Kowal 24. Kowalewo Pomorskie 25. Kruszwica 26. Lipno 27. Lubień Kujawski | 1. Lubraniec 2. Łabiszyn 3. Łasin 4. Mogilno 5. Mrocza 6. Nakło nad Notecią 7. Nieszawa 8. Nowe 9. Pakość 10. Piotrków Kujawski 11. Radziejów 12. Radzyń Chełmiński 13. Rypin 14. Skępe 15. Solec Kujawski 16. Strzelno 17. Szubin 18. Sępólno Krajeńskie 19. Świecie 20. Toruń 21. Tuchola 22. Więcbork 23. Wąbrzeźno 24. Włocławek 25. Żnin |